# Verín (Gerichtsbezirk)
Der Gerichtsbezirk Verín ist einer der 9 Gerichtsbezirke in der Provinz Ourense.
Der Bezirk umfasst 10 Gemeinden auf einer Fläche von 1.282,87 km² mit dem Hauptquartier in Verín.

## Gemeinden
| Gemeinde             | Einwohner (2024) | Fläche km² | Dichte Einw./km² | Cod INE | Postleitzahl |
| -------------------- | ---------------- | ---------- | ---------------- | ------- | ------------ |
| Castrelo do Val      | 951              | 122,05     | 8                | 32021   | 32625        |
| Cualedro             | 1.586            | 117,62     | 13               | 32028   | 32689        |
| A Gudiña             | 1.186            | 171,42     | 7                | 32034   | 32540        |
| Laza                 | 1.164            | 215,91     | 5                | 32039   | 32620        |
| A Mezquita           | 1.006            | 104,26     | 10               | 32048   | 32549        |
| Monterrei            | 2.397            | 119,11     | 20               | 32050   | 32619        |
| Oímbra               | 1.711            | 71,86      | 24               | 32053   | 32613        |
| Riós                 | 1.407            | 114,44     | 12               | 32071   | 32610, 32611 |
| Verín                | 13.798           | 94,07      | 147              | 32085   | 32600        |
| Vilardevós           | 1.662            | 152,13     | 11               | 32091   | 32617        |
| Gerichtsbezirk Verín | 26.868           | 1.282,87   | 21               | –       | –            |